# Carlos Oliva
Carlos Alberto Oliva Argueta (San Pedro Sula, 28 luglio 1979) è un ex calciatore honduregno, di ruolo centrocampista.

## Carriera

### Club
Ha cominciato a giocare al Real España. Nel 2001 si è trasferito al Marathón. Nel 2002 è tornato al Real España e vi ha militato fino al 2004. Nel 2004 è stato ceduto al Vida. Nel 2005 è stato acquistato dal Marathón. Nel 2009 si è trasferito al Victoria. Nel 2012 è passato al Vida con cui, nel 2013, ha concluso la propria carriera.

### Nazionale
Ha debuttato in Nazionale nel 2000. Ha messo a segno la sua prima rete con la maglia della Nazionale il 12 febbraio 2006, in Cina-Honduras (0-1), in cui ha siglato la rete che ha deciso la gara. Ha messo a segno la sua prima doppietta con la maglia della Nazionale il 24 marzo 2006, in Honduras-El Salvador (2-0). Ha partecipato, con la Nazionale, alla Gold Cup 2007. Ha collezionato in totale, con la maglia della Nazionale, 18 presenze e 3 reti.